# Bruchbach (Haggraben)
Der Bruchbach ist ein rechter Zufluss des Haggrabens im unterfränkischen Landkreis Aschaffenburg. Er entsteht aus dem Zusammenfluss von Winterswiesbach und Treppengraben.

## Geographie

### Quellbäche

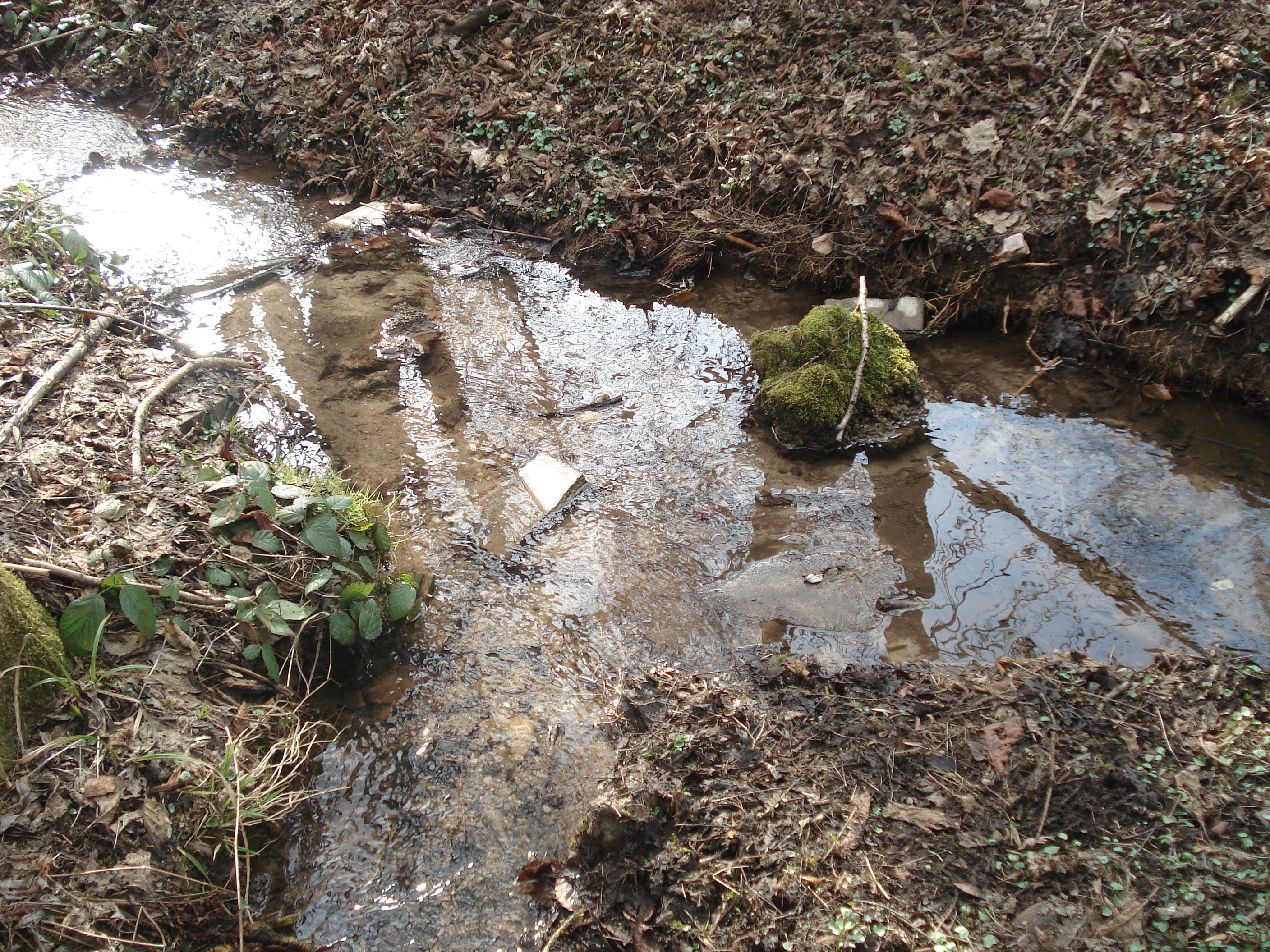
Zusammenfluss von Treppengraben (links) und Winterswiesbach (rechts)

#### Treppengraben
Der Treppengraben entspringt westlich von Steinbach. Ein Teil seines Wassers wird nördlich von Kleinostheim in drei Fischweiher geleitet. Er ist mit 1,9 km der längere und wasserreichere Quellbach.

#### Winterswiesbach
Das Tal des 1,8 km langen Winterswiesbaches verläuft parallel zum Treppengraben. An den Fischweihern vereinigt er sich mit dem rechten Teilarm des Treppengrabens zum Bruchbach.

### Verlauf
Nach dem Zusammenfluss der Quellbäche verläuft der Bruchbach nach Westen zum Fledermauswinterquartier von Kleinostheim. Von dort aus fließt er weiter nach Norden an der Straße zum Schluchthof entlang. Am Spessarthof erreicht der Bach die Bruchwiese. Diese durchfließt er und mündet in den Haggraben. An trockenen Tagen versickert der Bruchbach im Schilffeld, bevor er den Haggraben erreicht.